# Hvalfangst i Sydishavet
|  | Denne artikel er oprettet af botten Steenthbot ud fra en ekstern database. Den kan derfor have sproglige fejl eller mangler. Denne skabelon kan fjernes efter kontrol af indholdet. |

Hvalfangst i Sydishavet er en dansk dokumentarisk optagelse fra 1955.

## Handling
Hvalfangerekspedition til Sydishavet. Ækvator krydses og de dermed følgende ritualer udføres. Kæmpehvaler - muligvis sejhvaler, der i dag er truet - harpuneres og skæres op. Isbjerge. Ishav.